# Casa Bruno Cuadros

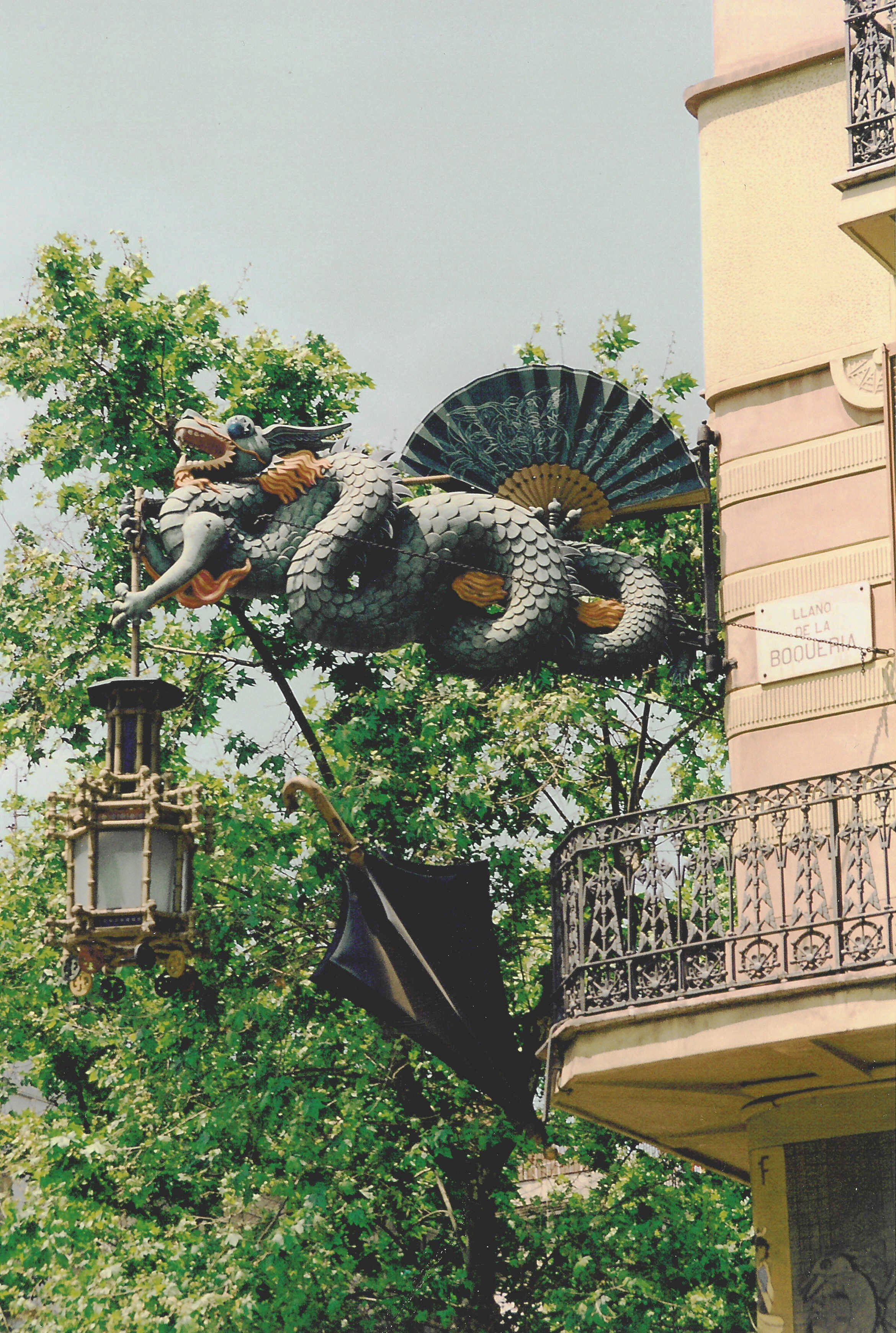
Il drago della Casa Bruno Cuadros

La Casa Bruno Cuadros, o Casa de los Paraguas (in italiano Casa degli ombrelli), è un edificio progettato dall'architetto catalano Josep Vilaseca che si trova al numero 82 de La Rambla di Barcellona.
La casa è famosa soprattutto per la sua facciata dallo stile eclettico, ornata da ventagli e ombrelli, xilografie giapponesi e da un drago cinese in ferro battuto sporgente da un angolo della casa che regge una lanterna, un ombrello e un ventaglio.
La facciata è stata restaurata nel 1980 ed è una delle attrazioni de La Rambla.
Oggi la Casa Bruno Cuadros ospita la filiale di una banca.